# Донской (Новочеркасск)
Донско́й — упразднённый рабочий посёлок в городском округе город Новочеркасска Ростовской области России. В 2004 года включён в состав Новочеркасска. Градообразующее предприятие — Новочеркасская ГРЭС.

## География
Микрорайон Донской расположен на реке Кадамовка, на побережье Дона, примерно в 15 км восточнее Новочеркасска и в 3 км к северо-востоку от Новочеркасской ГРЭС — филиала ПАО «ОГК-2».
Важно отметить, что сам микрорайон не входит в черту города Новочеркасска; со всех сторон его окружают территории Октябрьского сельского района Ростовской области.
Транспортное сообщение с микрорайоном ограничено: в Донской курсируют всего два регулярных автобусных маршрута — № 340 («Азовский рынок — Автостанция Донской», около 35 рейсов в день) и № 325 («Автовокзал Новочеркасск — Автостанция Донской», всего 5 рейсов в день). Однако движение общественного транспорта часто не соответствует расписанию. Через микрорайон также проходят некоторые транзитные автобусные маршруты, связывающие Новочеркасск с другими населёнными пунктами области. Иных видов общественного транспорта в районе нет.
Значимым транспортным объектом является Багаевское шоссе, соединяющее Новочеркасск с Багаевской переправой через реку Дон, что обеспечивает автомобильную связь с левобережными территориями.

### Улицы
| - улица Абрикосовая - улица Донская - улица Заплавская - улица Искра - улица Мелиховская - улица Николаевой-Терешковой - улица Новочеркасская - улица Пляжная | - улица Полевая - улица Ростовская - улица Станичная - улица Строителей - улица Тенистая - улица Шолохова - улица Юности - бульвар Мира | - переулок Кленовый - переулок Нескучный - переулок Равнинный - проезд Линейный - проспект Парковый - проспект Энергетиков - шоссе Багаевское |

## История

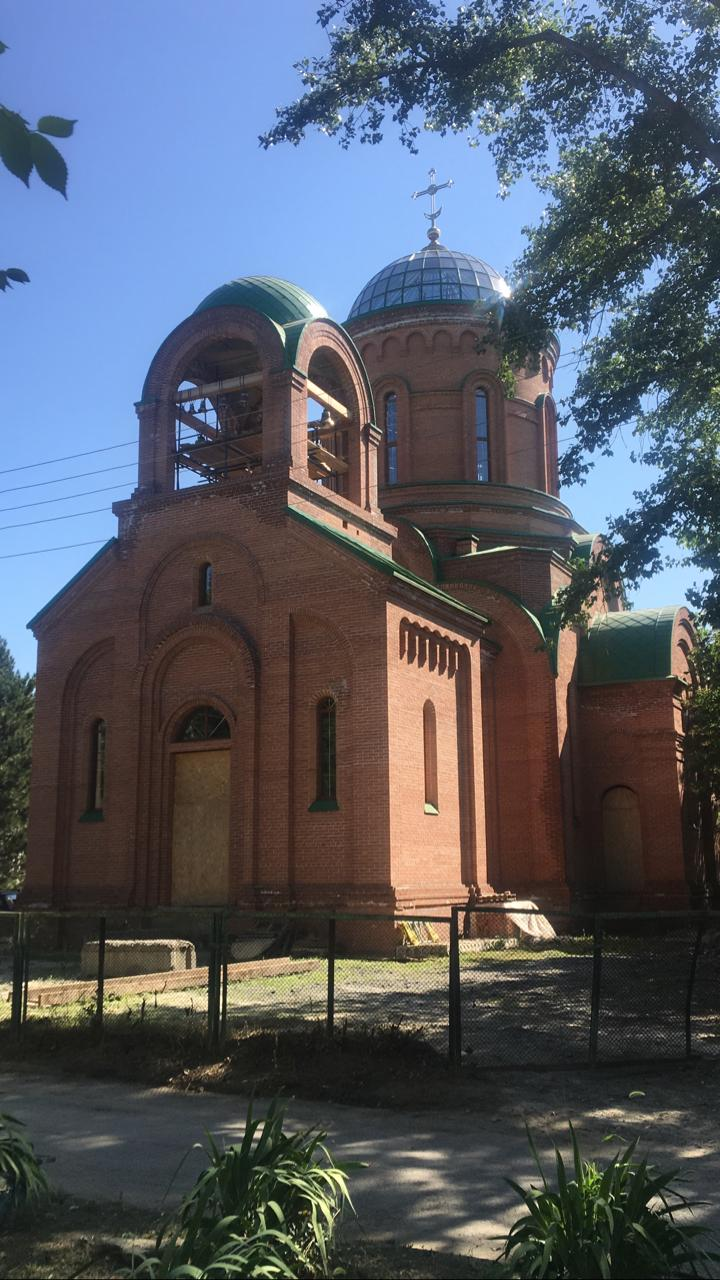
Храм Донской иконы Божией матери

Микрорайон Донской был основан как жилой посёлок для работников Новочеркасской ГРЭС. В 1957 году под его строительство был выделен участок площадью 70 гектаров (около 43 тыс. м²), рассчитанный на проживание около 7 500 человек. Выбор местоположения осуществлялся с учётом розы ветров относительно расположения электростанции.
В 1957-1958 годах началось возведение первых жилых домов — трёхэтажных зданий блочного типа. В 1958 году посёлку было присвоено название "Донской". Статус посёлка был официально закреплён 26 апреля 1961 года, когда Постановлением Ростовского областного Совета Донской отнесён к категории рабочих посёлков и передан в административное подчинение Новочеркасского городского Совета.
14 марта 1961 года был создан Исполнительный комитет поселкового Совета, что стало важным этапом в становлении местной власти. 1 сентября того же года начала работу первая восьмилетняя школа.
В дальнейшем инфраструктура микрорайона активно развивалась:
- В 1966 году открылась музыкальная школа (ныне — Детская школа искусств), которая в 1980 году переехала в новое специально построенное здание, оснащённое концертным залом и учебными кабинетами.
- В том же году введено в эксплуатацию здание средней школы № 23 на 964 учащихся.
- В 1974 году, всего за пять месяцев, было построено здание средней школы № 10 на 1 104 учащихся. Обе школы были оснащены просторными спортзалами, а их территории благоустроены с устройством спортивных площадок и стадионов.
- В 1977 году создан Дом пионеров (ныне — Дом детского творчества), предоставляющий возможность занятий в различных технических и творческих кружках и секциях.

За годы развития в посёлке была создана развитая социальная и бытовая инфраструктура, соответствующая потребностям населения:
- Торговый центр с рестораном "Донской";
- Продовольственный магазин "Восход", на втором этаже которого находилась детская библиотека;
- Восемь детских садов, яслей и дошкольных учреждений;
- Больница и поликлиника (ныне — Городская больница № 3);
- Гостиница "Огонёк";
- Универмаг (впоследствии — цеха и выставочный салон ЗАО "Платов", организация прекратила деятельность в 2020 году);
- Летний кинотеатр "Парус" с танцплощадкой и парком аттракционов (в настоящее время полуразрушен);
- Стадион "Энергетик";
- Профессиональное училище № 51 Ростовской области — действовало до 2011 года, затем реорганизовано в состав училища № 52, которое в 2015 году также прекратило деятельность;
- Магазины различного профиля: молочный, овощной, "Рыба — мясо", вино-водочный, книжный;
- Единственная в Новочеркасске химчистка;
- Столовая "Дон" (ныне — швейное предприятие фирмы "Торос-текстиль");
- Кафе;
- Поселковый совет (в здании также размещались почта, отделение милиции, паспортный стол);
- Крытый продовольственный рынок (ныне — детско-юношеская спортивная школа);
- Дом быта, АТС, санаторий-профилакторий на 100 мест с грязелечебницей, сауной и бассейном (введён в эксплуатацию в 1979 году);
- Автостанция, АЗС, автосервис, кафе-бар, военизированная пожарная часть и другие предприятия сферы услуг, принадлежащие, в основном, частным предпринимателям.

Кроме того, при строительстве водоподводящего канала от реки Дон к ГРЭС была оборудована зона отдыха с пляжем и вышкой для прыжков в воду.
В 2004 году посёлок Донской был официально включён в состав города Новочеркасска в качестве отдалённого микрорайона.

## Население
| 1970   | 1979    | 1989    | 2002    |
| ------ | ------- | ------- | ------- |
| 10 268 | ↗13 617 | ↘13 173 | ↗13 648 |

## Инфраструктура
В эксплуатации находится 89 жилых многоквартирных домов (примерно 228,5 тыс. кв. метров жилья), частные дома индивидуальной застройки. Работают все необходимые жилищно-коммунальные службы: МУП «Донской», участок ОАО «Новочеркасскгоргаз», филиал городских электросетей, узел электросвязи. Имеется телеграф. Водоснабжение осуществляется автономным водоводом от реки Дон, отопление и горячее водоснабжение — от ОАО «НчГРЭС».
Жители обеспечены садовыми участками и огородами, расположенными на северной, южной и западной окраинах.
Работает большой рынок продтоваров (овощи, фрукты, мясо, птица, рыба и др.) и вещевой рынок.
Школы.

### Экономика
В посёлке находится Новочеркасская ГРЭС. Работает ООО «Кэн-Пак Завод Упаковки».

### Культура, спорт
Интенсивна культурная и спортивная жизнь.
Работают кружки, секции и танцевальные группы Дворца культуры, Дома детского творчества, детской школы искусств. Для занятий спортом, есть спортзалы средних школ, детско-юношеской спортшколы, клуба «Донские соколы», спортзала Дворца культуры. Действует стадион «Энергетик».
Дворец культуры; при нём в 2000 году открыт музей.
Казачий хор.

### Достопримечательности
Памятники: В. И. Ленину на площади перед Дворцом культуры; Победы перед зданием администрации (открыт в 1995 в честь 50-летия Победы советского народа в Великой Отечественной войне, скульптор Е. А. Бражникова).
На базе бывшего детского сада создан храм Храм Донской иконы Божьей Матери.

## Транспорт
Автостанция Донской. С Новочеркасском и Ростовом посёлок связан регулярным движением рейсовых автобусов и маршрутных такси.